# Amomum andamanicum
Amomum andamanicum là một loài thực vật có hoa trong họ Gừng. Loài này được V. P. Thomas, Dan Mathew và Mamiyil Sabu mô tả khoa học đầu tiên năm 2010.

## Đặc điểm
Amomum andamanicum giống với A. hypoleucum ở miền nam Ấn Độ và Sri Lanka về kiểu phát triển sinh dưỡng. Hai loài này có thể phân biệt được bằng sự hiện diện của phiến lá có mặt xa trục mượt như lụa màu trắng bạc, với lông tơ áp ép, các thân rễ thanh mảnh bò lan, cụm hoa dạng bông nhiều hoa ngắn hơn với cuống ngắn sinh ra trực tiếp từ gốc phần thân trên không, các lá bắc bền màu từ xanh lục đến da cam sắp xếp thành 2 hàng, bao phấn nhẵn nhụi và nhiều quả sinh ra với các gờ chia thùy không đều nổi rõ.

## Từ nguyên
Tính từ định danh andamanicum lấy theo tên quần đảo Andaman.

## Phân bố
Loài này có ở quần đảo Andaman, Ấn Độ. Môi trường sống là rừng thường xanh dọc theo các bờ suối, sườn đồi và bìa rừng, ở độ cao khoảng 200–250 m (650–850 ft). Ra hoa và tạo quả từ tháng 2 đến tháng 10.

## Mô tả
Cây thảo sống lâu năm có thân rễ. Chu vi thân 1–1,5 cm ở gốc. Thân rễ dày 0,4–1 cm, thanh mảnh, nằm dưới mặt đất có nhiều vảy xếp lợp; vảy dài 1,5–2,5 cm, hình trứng thuôn dài, nhẵn nhụi, từ nhọn đến tròn ở đỉnh. Chồi lá cao 60–90 cm; thân giả màu xanh lục, phồng to ở gốc; bẹ rộng 1,2–2 cm gần gốc, nhẵn nhụi. Lá đơn, mọc so le, xếp thành 2 dãy; phiến lá 35–60 × 3,5–7 cm, hình elip-hình mác hoặc hình mác, màu lục sẫm ở mặt trên, mặt dưới màu trắng bạc mượt như lụa với lông tơ áp ép, mép lá nguyên, hơi gợn sóng; đỉnh nhọn, đáy xiên; gân giữa màu xanh lục, nhẵn nhụi; gân nhiều, song song; cuống lá dài 3–7,5 cm, có rãnh phía trên, nhẵn nhụi. Lưỡi bẹ dài 0,3–0,6 cm, cắt cụt hoặc khía chữ V ở đỉnh, màu xanh lục, nhẵn nhụi cả hai mặt.
Cụm hoa 3,5–6,5 × 2–2,5 cm, đối xứng xuyên tâm, kết đặc, sinh ra từ thân rễ ngay dưới gốc củ của thân giả, 8–10 hoa, 1 hoặc 2 hoa cùng một lúc; không cuống hoặc cuống rất ngắn tới 0,5 cm với các lá bắc xếp lợp sát nhau. Hoa dài 6–7 cm, màu vàng nhạt, mọc đơn lẻ từ mỗi lá bắc và lá bắc con. Lá bắc 2,7–3,3 × 2,3–3 cm, hình trứng, xếp lợp, màu xanh lục đến màu tía-cam, nhẵn nhụi, xếp thành 2 hàng; đỉnh kết thúc bằng một mũi nhọn nhỏ. Lá bắc con 3,7–4,5 × 1,1–1,5 cm, không hình ống, có màng, hình mác ngược, màu trắng, hồng về phía đỉnh, nhẵn nhụi, đỉnh nhọn. Đài hoa 2,7–3,2 × 0,7–0,8 cm, 3 thùy không đều, 2 thùy có các mỏ, hình trụ, hình ống, gần bằng ống tràng hoa, màu trắng, nhẵn nhụi, với một số lông ở gần đỉnh. Ống tràng hoa dài 3,1–3,4 cm, màu vàng nhạt, màu nâu hạt dẻ sẫm về phía đáy, bên trong rậm lông; thùy lưng 3,3–3,4 × 1,5–1,6 cm, hình trứng ngược, màu vàng nhạt, nhẵn nhụi, đỉnh có túi với mỏ; thùy bên 3,1–3,2 × 1,2–1,3 cm, hình trứng ngược, màu vàng nhạt, nhẵn nhụi, một mặt gập vào trong ở gần đỉnh. Cánh giữa môi dưới 3,3–3,5 × 2,7–3 cm, hình trứng ngược, màu vàng nhạt, màu đỏ ở tâm, màu vàng về phía đỉnh, biến thành màu hồng khi khô, rậm lông ở phần giữa bên trong, mép nhăn nheo, có khía tai bèo nhỏ ở phần xa. Các nhị lép ở bên dài khoảng 0,5 cm, dẹt nhiều hay ít, màu vàng nhạt về phía đỉnh và màu đỏ về phía đáy, nhẵn nhụi, có lông tơ ở đáy. Nhị 1, hoàn hảo, dài 2,3–2,6 cm; chỉ nhị 0,9–1 × 0,3 cm, màu vàng nhạt, bên trong có lông nhỏ; mô liên kết hơi có lông, tạo thành mào; mào 1,3–1,6 × 0,4–0,5 cm, màu vàng nhạt, nhẵn nhụi, có khía tai bèo nhỏ; bao phấn 2 ngăn, mô vỏ 1,1–1,3 × 0,1 cm, thuôn dài, màu vàng nhạt, tù ở đỉnh, đáy hẹp, mép nhẵn nhụi, mở ra toàn bộ, thẳng. Các tuyến trên bầu 2, dài 0,6–0,8 cm, thuôn dài, màu trắng, nhẵn nhụi, vòi nhụy đi qua chính giữa hai tuyến. Bầu nhụy khoảng 0,5 × 0,4 cm, hạ, bên ngoài có lông măng; 3 ngăn; noãn nhiều trên thực giá noãn đính trụ, 2 hoặc 3 mỗi hàng; vòi nhụy dài khoảng 4,9 cm, thẳng; đầu nhụy dài khoảng 0,1 cm, gần giống hình cầu, nằm ở đỉnh mô vỏ bao phấn, không vượt quá mào, miệng có lông rung, lỗ hình elip, ở đỉnh.
Cụm quả 11–18,5 × 4–4,5 cm. Quả là quả nang, 2–7 quả trên mỗi cụm quả dạng bông, dài 1,5–2,5 cm, màu xanh lục, hình cầu, 10–12 gờ, các gờ chủ yếu hướng về nửa trên, chia thùy không đều, đỉnh hơi dẹt, có lông măng. Hạt nhiều, dài 0,3–0,4 cm, màu đen, nhẵn nhụi, có áo hạt màu trắng.